# Mullahalli, Maddur
Mullahalli là một làng thuộc tehsil Maddur, huyện Mandya, bang Karnataka, Ấn Độ.